# نیسار (ماهواره)
رادار دهانه ترکیبی ناسا-ایسرو (انگلیسی: Nasa-ISRO Synthetic Aperture Radar) با نام اختصاری نیسار (NISAR) پروژه مشترک ناسا و سازمان پژوهش‌های فضایی هند (ایسرو) به منظور توسعه و پرتاب ماهواره رادار دهانه ترکیبی دو فرکانسه است. این ماهواره نخستین ماهواره تصویربرداری راداری خواهد بود که از فرکانس دوگانه استفاده می‌کند و جهت کاربرد در سنجش از دور به منظور مشاهده و درک فرایندهای طبیعی بر روی زمین برنامه‌ریزی شده است.